# Ugo Bardi
Ugo Bardi, nacido en Florencia el 23 de mayo de 1952, es un químico italiano. Es profesor de Química de la Universidad de Florencia desde 1992, y actualmente es miembro del departamento de Ciencias de la Tierra.
Ha realizado numerosas contribuciones en diversos campos de la ciencia, siendo un divulgador muy activo en estos campos. Su blog "Effetto Risorse" (del que también realiza versiones en español: "Crisis de Recursos", y en inglés: "Resource Crisis", ver apartado Enlaces externos) es uno de los más leídos entre los blogs sobre ciencia en italiano.

## Actividades
Sus campos de interés son el agotamiento de los recursos, la dinámica de sistemas, la ciencia del clima y las energías renovables. Ha tratado el problema del pico del petróleo, habiendo publicado de varios libros sobre este tema, incluso a nivel internacional. Es miembro de la Asociación para el Estudio del Pico del Petróleo y del Gas (ASPO) y fundador de su sección italiana. En su blog también difunde cuestiones relacionadas con el clima, la comunicación de la ciencia y las tecnologías energéticas. En 2013 también es el autor de 33º Informe Oficial del Club de Roma, publicado por primera vez en alemán.

## Obra
- Ugo Bardi, "La fine del petrolio", Ed, Riuniti 2003, p. 244. ISBN 9788835954255
- Ugo Bardi, Giovanni Pancani, "Storia petrolifera del bel paese", Ed. Le Balze 2006. ISBN 8875391262
- Ugo Bardi, "Il libro della Chimera", Ed. Polistampa Firenze 2008, p. 138, ISBN 9788859603658
- Ugo Bardi, "The Limits to Growth Revisited", Springer Briefs in Energy 2011, ISBN 9781441994158. Este libro ha sido publicado en español bajo el título "Los límites del crecimiento retomados", y en esta versión colabora Jorge Riechmann con un epílogo.[5]
- Ugo Bardi, "La Terra svuotata", Editori Riuniti 2011, p. 295, ISBN 9788864730677
- Ugo Bardi, "Extracted: How the Quest for Mineral Wealth Is Plundering the Planet", Chelsea Green Publishing, 2014, p. 368, ISBN 160358541-9.
- Ugo Bardi, "The Seneca Effect: Why Growth is Slow but Collapse is Rapid", Springer International Publishing, 2017, ISBN 978-3-319-57206-2.

(Para una lista de artículos, ver referencias en otras fuentes),